# Klement Gottwald
Klement Gottwald (Dedice, 1896. november 23. – Prága, 1953. március 14.) cseh kommunista politikus, Csehszlovákia elnöke volt.

## Gottwald és a kommunista mozgalom
A dél-morvaországi Dedicében született egy parasztasszony törvénytelen fiaként, apját nem ismerte. Amikor 12 éves lett, Bécsbe ment dolgozni nagybátyjához asztalossegédnek. 1912-ben a szociáldemokrata ifjúsági mozgalom tagja lett, és egészen 1915-ig az is maradt, amikor is besorozták az Osztrák–Magyar Monarchia seregébe. 1918-ban dezertált, és csatlakozott a szovjet Vörös Hadsereghez, majd a frissen megalakult Csehszlovákia haderejébe került. A háború után egy ideig asztalosként dolgozott, majd 1921-ben – alapító tagként – belépett a Csehszlovák Kommunista Pártba, melyben a szociáldemokrata irányvonalat támadó belső ellenzék sorait gyarapította.

## Felfelé a pártranglétrán

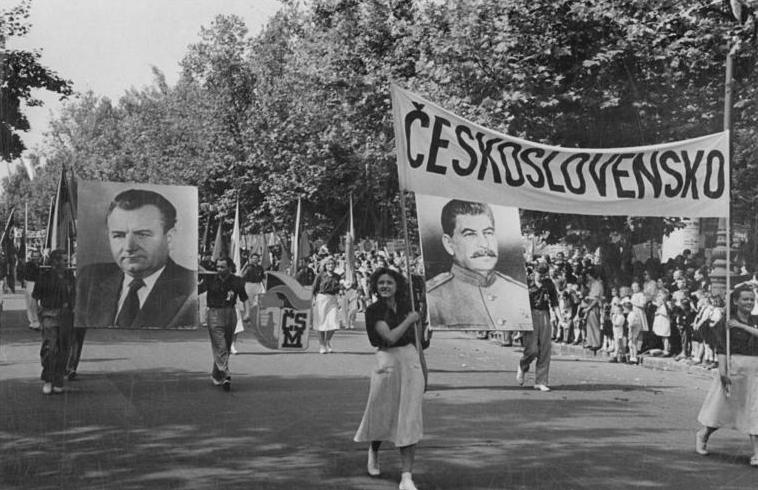
Nemzetközi gyermeknap, Budapest (1949). A csehszlovák küldöttség.

Eleinte a szlovák és morvaországi munkáslapokban publikált, majd 1926-ban Prágába költözött, és a párt Központi Bizottságának elnöke lett. Ekkor gyorsan emelkedni kezdett a ranglétrán: 1928-ban tagja lett a Kommunista Internacionálé (Komintern) végrehajtó bizottságának, és 1929-ben a CSKP főtitkárává választották, sőt a Nemzetgyűlésbe is bekerült. Gottwald feltétlenül Moszkva-hű irányvonala az elkövetkező néhány évben egyre népszerűtlenebbé tette a kommunista pártot, melynek a taglétszáma is jelentős mértékben csökkent.
A helyzet csak 1933 után változott: Adolf Hitler hatalomra jutását követően Gottwald szakított merev elképzeléseivel, és elkezdett együttműködni a szociáldemokratákkal, illetve más náci- és németellenes pártokkal. Ezzel kiváltotta a Komintern bírálatát, de ügyes taktikázással sikerült megmaradnia a moszkvai vezetés kegyeiben. A Komintern hamarosan egész Európában javasolta a népfrontok létrehozását a fasizmus ellen.

## A második világháború évei
1938-ban a müncheni konferencia döntéseit hevesen ellenezte, majd a német megszállás elől 1939-ben a Szovjetunióba emigrált, és a háború végéig ott is maradt. Edvard Beneš emigráns kormányát elismerte Sztálin kormányzata, és az elnök 1943-mas moszkvai látogatása után megnőtt a súlya a Gottwald vezette emigráns kommunistáknak. Megegyezés született a háború utáni népfront-kormány megalakításáról. 1945-ben tért haza, és az ideiglenes kormány miniszterelnök-helyettese lett, a következő évben pedig a választások után már ő alakított koalíciós kormányt. Bár a demokrácia látszólag érvényesült, a közigazgatás és a hadsereg kezdettől fogva kommunista befolyás alatt állt.

## Hatalomátvétel
1947-ben, a hidegháború kezdetének évében megromlott a kommunisták és a többi párt viszonya. Gottwald igyekezett saját embereit ültetni a magas pozíciókba, és szovjet parancsra megakadályozta a Marshall-segély elfogadását, ami vitákat váltott ki a parlamentben és a kormányban. 1948 februárjára a feszültségek elértek a csúcspontra. A kormány jobboldali miniszterei tiltakozásul február 20-án benyújtották a lemondásukat, remélve, hogy Beneš majd új kormányt alakíttat. A kommunisták és a befolyásuk alatt álló szakszervezetek hatalmas tüntetéseket szerveztek, amiket a karhatalom nem volt hajlandó elfojtani. Február 25-én a szociáldemokraták támogatásukról biztosították Gottwald pártját, mire az elnök végleg elszigetelődött. Beneš kénytelen volt elfogadni a 12 miniszter lemondását, és beiktatta a Gottwald által létrehozott kormányt. A májusi választásokon már csak a kommunista Népfront indult, és természetesen nyert. Az új, diktatórikus alkotmányt (május 9.) nem szentesítő Beneš lemondása után június 14-én Klement Gottwald lett Csehszlovákia államelnöke.

## Sztálin nyomdokain járva
Gottwald sztálini mintára államosította az ipart, kereskedelmet és kollektivizálta a mezőgazdaságot. Munkatáborokat állíttatott fel, és uralma alatt mintegy kétszázezer politikai elítélt került ide vagy börtönbe. Kétszázharminc halálos ítéletet hoztak, melyek közül 180-at végre is hajtottak. Sztálinhoz hasonlóan Gottwald többször végzett tisztogatásokat a kormányban és a párton belül. A romló egészségű (alkoholizmustól és egyes feltevések szerint szifilisztől szenvedő) csehszlovák államfő alig kilenc nappal Sztálin halála után, mestere temetéséről hazaérkezve szívrohamban halt meg.

## Emlékezete

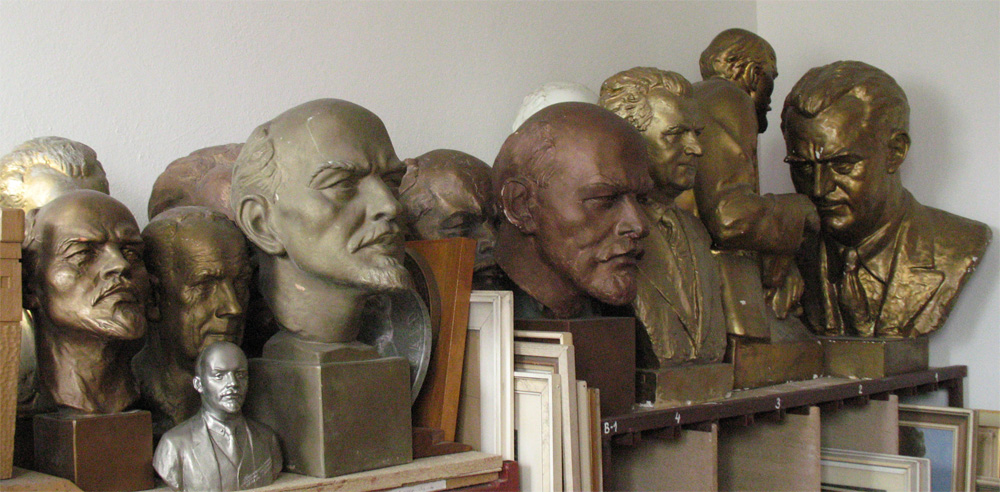
Mellszobra más "nagyokkal" egykor a galántai múzeum raktárában

- 1949 és 1989 között Zlín városának Gottwaldov volt a neve.
- Szobrai és mellszobrai a kommunista múlt más képviselőivel együtt mára a posztkommunista országokban nagyrészt eltűntek, magán- és állami gyűjtemények raktáraiba szorultak.
- 1950–1990 között Komáromban a tiszti pavilon melletti gyermekparkban állt mellszobra. A városban a rakpart is a nevét viselte.
- Gottwald portréja szerepelt az 1989-ben forgalomba került csehszlovák 100 koronás bankjegyen, melyet a rendszerváltást, a bársonyos forradalmat követően gyorsan kivontak a forgalomból.

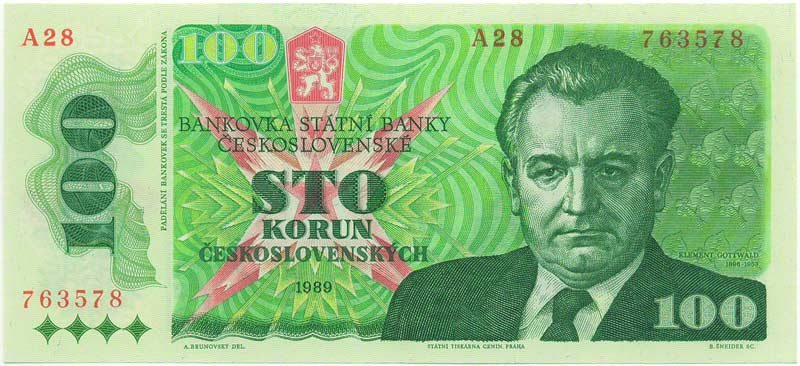
Csehszlovák 100 koronás bankjegy Klement Gottwald portréjával.

- A Ganz Villamossági Gyár 1953 áprilisában az „üzem dolgozóinak kívánságára” Klement Gottwald Villamossági Gyár nevet vette fel. 1964-ben lett Ganz Villamossági Művek.

## Magyarul megjelent művei
- A Kommunista Internacionálé 7. világkongresszusa vonalának helyes érvényesítéséért; Hoffmann Ny., Prága, 1936
- Népfront a béke megvédelmezésére – Hitler elleni védelemhez – kenyérért és szabadságért; Nedved Ferenc, Prága, 1936
- 1948 februárja. Nyilatkozatok és okmányok gyűjteménye; Tatran, Bratislava, 1949
- Előre a szocializmus felépítéséért  Csehszlovák Kommunista Párt IX. Kongresszusán, 1949 máj. 25-én mondott beszéd; ford. Hayn Kornél; Szikra, Bp., 1949 (Marxista ismeretek kis könyvtára)
- Köztársaságunk útja a szocializmus felé I., 1946–1948; ford. Takács Sándor, Mayer Imre; Pravda, Bratislava, 1950
- 1929-ben. Beszédek és cikkek; Pravda, Bratislava, 1950
- Tíz év. Tanulmányok és beszédek gyűjteménye 1936–1946; ford. Horváth László, átdolg. Fendt Pál, Sima Ferenc; Pravda, Bratislava, 1951
- Az ifjúsághoz; Pravda, Bratislava, 1951
- Klement Gottwald elvtárs beszámolója a Csehszlovákiai Kommunista Párt Központi Bizottsága ülésén 1951. febr. 21-én; SZKP, Bratislava, 1951
- Válogatott cikkek és beszédek; ford. Vozári Dezső; Szikra, Bp., 1951
- Klement Gottwald művei. 1., 1925–1929; ford. Szlovákia Kommunista Pártja Történelmi Intézete; Pravda, Pozsony, 1952
- A csehszlovák kérdés vitaanyaga; ford. Zádor Margit; Pravda, Pozsony, 1952
- Csehszlovákia Kommunista Pártja Központi Bizottsága küldöttségének beszámolója a SZKP XIX. kongresszusáról, valamint pártunk feladatai; SZKP, Bratislava, 1952
- A lenini úton Sztálint követve a békéért és a szocializmusért! Beszéd a prágai Lenin-múzeum ünnepélyes megnyitásán; ford. Tóth Tibor; Szlovákiai Politikai Kiadó, Pozsony, 1953
- Klement Gottwald köztársasági elnök újévi rádiószózata 1953 január 1-én; Szlovákiai Politikai Kiadó, Pozsony, 1953
- A párt politikai és szervezeti munkája és a párt új Szervezeti Szabályzatának tervezete. Beszámoló a Csehszlovák Kommunista Párt 1952. decemberi Országos Konferenciáján; Szikra, Bp., 1953 (Nemzetközi kérdések)
- Klement Gottwald művei, 1-15.; ford. Szlovákia Kommunista Pártja Történetének Intézete; Szlovákia Kommunista Pártja Történetének Intézete, Bratislava, 1954–1961
- Klement Gottwald válogatott művei 1925–1949; Pravda, Bratislava, 1973